# Diauxie

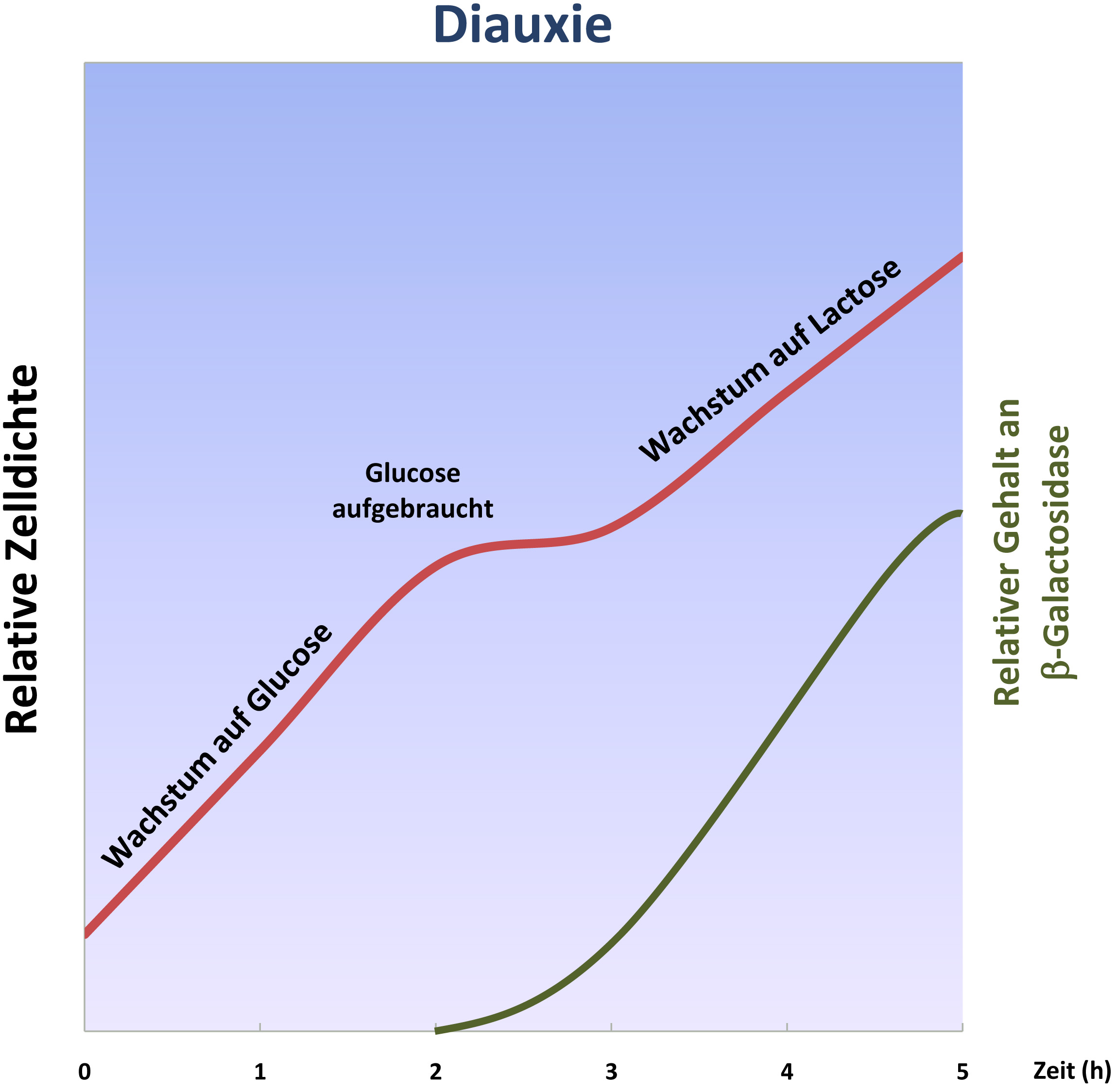
Diauxie mit Glucose und Lactose als Energiequelle sowie Gehalt der Kultur an β-Galactosidase, dem Schlüsselenzym zur Verwertung von Lactose

Mit Diauxie (von altgriechisch δί αὕξη, di auxe = „zwei Wachstum“) bezeichnet man ein zweiphasiges Wachstum von chemotrophen Mikroorganismen in Gegenwart von zwei verschiedenen Energiequellen.
Sind zwei vom Organismus verwertbare Energiequellen gleichzeitig verfügbar, wird bei Diauxie zunächst nur eine verwertet. Dabei bleibt der Metabolismus für den Abbau der zweiten solange ausgeschaltet, bis die erste gänzlich verbraucht ist. Nach dem Abbau der ersten Energiequelle vergeht eine gewisse Zeit, bis der Metabolismus der zweiten beginnt. Daraus folgt ein kurzer Wachstumsstillstand, den man Lag-Phase nennt.
Auf physiologischer Ebene wird die Diauxie durch Katabolitrepression erklärt: Diejenige Energiequelle, deren Verwertung einfacher ist, weil dafür weniger Enzyme benötigt werden als bei der Verwertung der anderen, bewirkt eine Repression der Bildung derjenigen Enzyme, die speziell zum Abbau der zweiten Energiequelle benötigt werden. Erst wenn die erste Energiequelle verbraucht ist, wird die Bildung der für den Abbau der zweiten Energiequelle erforderlichen Enzyme induziert (sogenannte Substratinduktion). Beispielsweise werden beim Bakterium Escherichia coli die Glucose abbauenden Enzyme ständig produziert und unterliegen nicht der Substratinduktion. Die speziell für den Abbau von Lactose erforderlichen Enzyme werden dagegen erst dann gebildet, wenn die Glucose verbraucht ist. Deshalb erfolgt in den meisten Fällen das Wachstum mit Glucose schneller als mit anderen Zuckern (Glucose-Effekt). Auf genetischer Ebene liegt der Diauxie sowohl eine negative als auch eine positive Kontrolle zugrunde. In diesem Zusammenhang wurde das Lactose-Operon im Genom von Escherichia coli sehr ausführlich beschrieben.
Mit Lactose als Energiequelle ist bei Escherichia coli die Zeitdauer zwischen zwei aufeinanderfolgenden Teilungen (Verdopplungszeit) etwa doppelt so lang wie bei Glucose. Der durch Lactose ermöglichte Zuwachs an Bakterienmasse ist somit deutlich langsamer als der mit Glucose als Energiequelle.